# Rišperk
Rišperk (nemško Rischberg) je naselje v Občini Bistrica pri Pliberku v Okraju Velikovec na Koroškem v Avstriji.